# Kap Andrejew
Das Kap Andrejew (russisch Мыс Андреева Mys Andrejewa) ist ein Kap an der ostantarktischen Georg-V.-Küste, das die südöstliche Begrenzung des Slawa-Schelfeises markiert.
Luftaufnahmen des Kaps entstanden bei der Operation Highjump (1946–1947) und bei der Zweiten Sowjetischen Antarktisexpedition (1956–1958). Benannt ist es nach dem sowjetischen Geographiehistoriker Alexander Ignaschewitsch Andrejew (1887–1959).